# 陳善 (弘治進士)
陳善（1460年—16世紀），字克一，江西廣信府弋陽縣人，明朝政治人物。

## 生平
陳善是弘治二年（1489年）江西鄉試第二十五名舉人，弘治十二年（1499年）成進士，獲授安仁知縣，任內拆毀毀淫祠，又以編戶逃亡上奏減每戶十五里為七里，並用計抓拿鄰縣大盜陳萬年。之後他因為忤逆劉瑾被罰粟數百石，降為嚴州通判，劉瑾敗亡後陞為安吉知州，擢官刑部員外郎，外任楚雄知府，在任內去世，有「忠孝」二字大書及箴言流傳，入祀湖廣名宦祠。

## 家族
曾祖陈舜英；祖陈公允；父陈貴敏。母吕氏。严侍下。

## 引用
1. 1 2  同治《弋陽縣志·卷九·人物志》：陳善，字克一，宏治十二年進士，授湖廣安仁縣知縣。性清介，毀淫祠，嘗以編戶逃亡，奏減十五里為七里以除民擾，民永賴之。鄰境有大盜陳萬年，善以計撲滅，忤閹瑾罰粟數百石，轉嚴州府判；瑾誅，陞安吉知州，擢刑部員外郎，陞楚雄知府，卒於官。有忠孝二字大書及箴行於世，祀湖廣名宦。 陶志
2. ↑  同治《弋陽縣志·卷八·選舉志》：宏治二年己酉鄉試……陳善 見進士
3. ↑  龚延明主编. . 宁波: 宁波出版社. 2016. ISBN 978-7-5526-2320-8. 《天一閣藏明代科舉錄選刊.登科錄》之《弘治十二年己未科進士登科錄》